# レゲリンダ

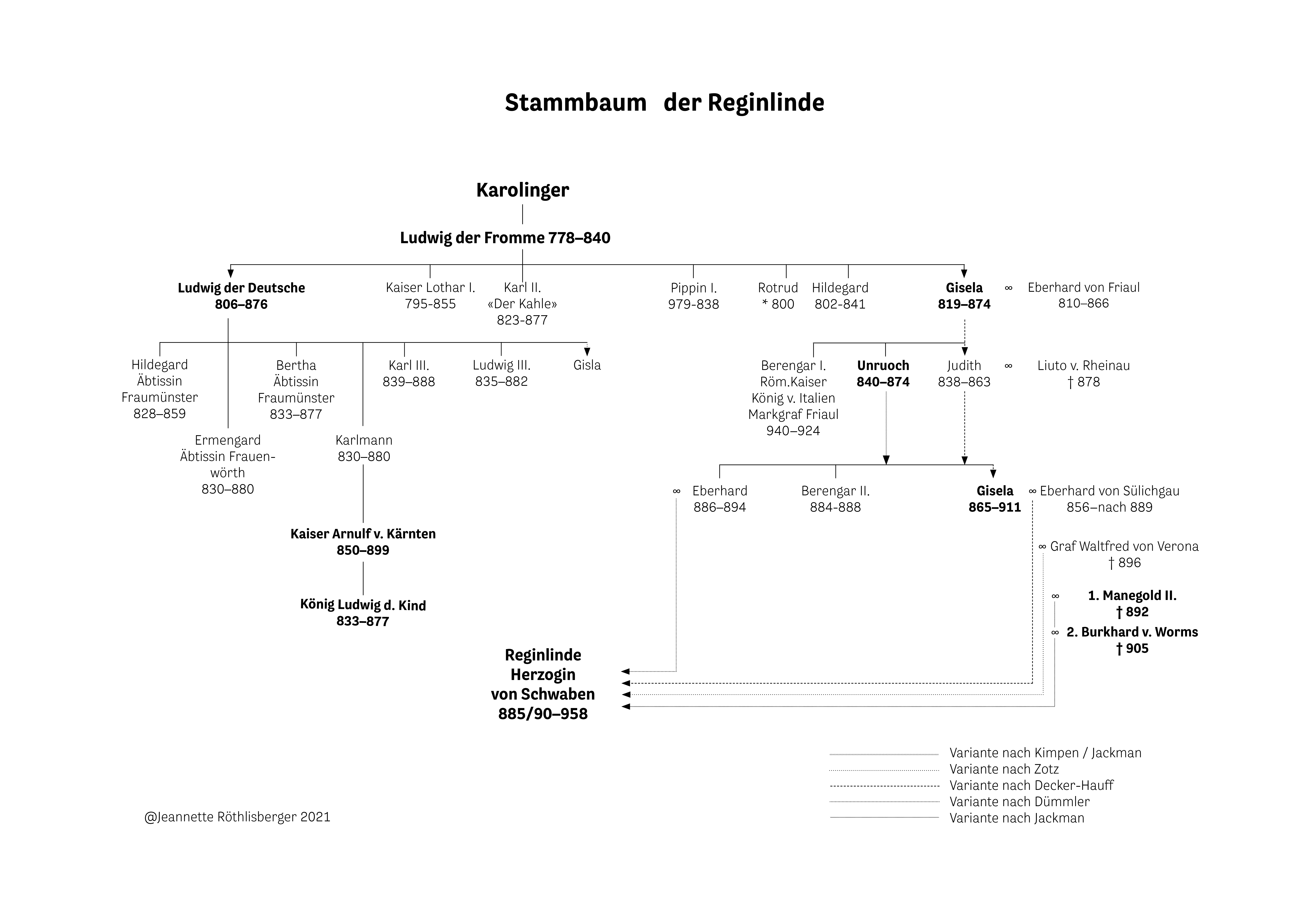
レゲリンダの系譜

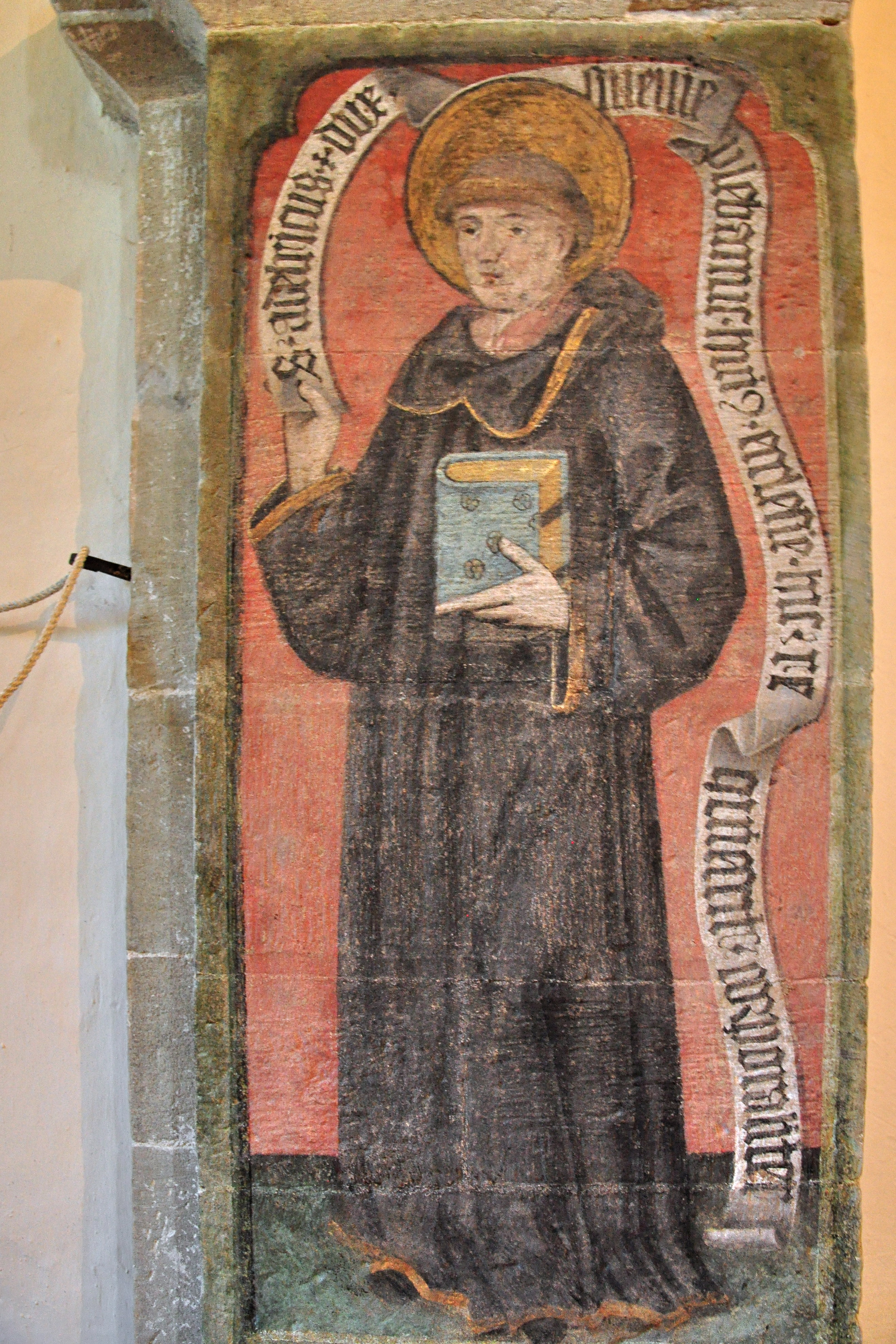
聖アダルリヒ

レゲリンダ（ドイツ語：Regelinda, 885/90年 - 958年8月8日）は、シュヴァーベン公ブルヒャルト2世の妃、のちシュヴァーベン公ヘルマン1世の妃。

## 生涯
レゲリンダの生涯についてはあまりわかっていない。父はエーバーハルト1世・フォン・チューリッヒガウとも、ヴォルムスガウ伯家出身のブルクハルト・フォン・ヴォルムスともいわれている。レゲリンダはゼッキンゲン修道院で育ったといわれ、904年にブルヒャルト2世と結婚した。レゲリンダは夫ブルヒャルト2世とともに、ヴァルトキルヒにザンクト・マルガレーテン女子修道院を創建した。娘たちの結婚により、ブルグント王家（ベルタがブルグント王ルドルフ2世と結婚）およびドイツ王家（イダがオットー1世の長男リウドルフと結婚）の両家と密接な関係を持つことになった。さらに娘ベルタとルドルフ2世との間の娘アーデルハイトは神聖ローマ皇帝オットー1世と結婚し、10世紀ドイツにおいて最も重要な人物の一人となった。
2番目の夫ヘルマン1世の死後、レゲリンダはチューリッヒの"フェリックスとレギュラ"修道院（現在のフラウミュンスター修道院）に隠棲し、939年より在俗女子修道院長となった。レゲリンダはまたゼッキンゲン修道院の在俗女子修道院長でもあった。
10世紀半ばに修道士アダルリヒにより、チューリッヒ湖のウーフェナウ島に修道院が建設された。アダルリヒはレゲリンダの息子ともいわれているが、確認されていない。レゲリンダはそこに家を建て、それを現存する聖マルティン教会に改修し、聖ペーター・聖パウル教会を寄進した。聖ペーター・聖パウル教会はアダルリヒにより完成された。
また、レゲリンダは新しく創建されたアインジーデルン修道院に自らの領地から多くの寄贈を行い、レゲリンダのドイツ王家との人脈により、947年にこの修道院は免責特権と修道院長の自由な選出の特権を与えられた。
レゲリンダはウーフェナウ島において958年8月8日に死去し、アインジーデルン修道院に埋葬された。P. Johann B. Müllerによると、「アインジーデルンのレゲリンダの遺骨は、1673年までは聖母礼拝堂の前に、1790年までは大聖堂の入り口にある無原罪懐胎礼拝堂に、1790年に聖具室に、その後は聖母礼拝堂の柱の下に埋葬された。」という。

## 子女
最初の夫ブルヒャルト2世との間に以下の子女をもうけた。
- ギーゼラ（905年頃 - 923/5年10月26日） - ヴァルトキルヒ女子修道院長
- (?) ヒヒャ（905年頃 - 950年） - ヴォルムスガウ伯ヴェルナー5世と結婚、ロートリンゲン公コンラート赤公の母。
- ブルヒャルト3世（915年頃 - 973年11月11日） - シュヴァーベン公（954年 - 973年）
- ベルタ（907年頃 - 966年1月2日以降） - ブルグント王ルドルフ2世と結婚
- (?) 聖アダルリヒ（ドイツ語版）（973年没） - アインジーデルン修道院の修道士

2番目の夫ヘルマン1世との間に1女をもうけた。
- イダ（イタ） - オットー1世の長男シュヴァーベン公リウドルフと結婚